# Kate O'Regan
Catherine O’Regan (dite Kate O'Regan), née le 17 septembre 1957 à Liverpool, est une juriste sud-africaine. Elle est  juge à la Cour constitutionnelle d'Afrique du Sud de 1994 (création de cette Cour) à 2009. 
Elle est devenue ainsi une des deux premières femmes dans cette juridiction et une pionnière parmi les juges sud-africains.

## Biographie
Mme O'Regan naît à Liverpool, en Angleterre en septembre 1957, dans une famille catholique d'immigrants irlandais. En 1965, elle a sept ans quand sa famille déménage au Cap en Afrique du Sud. Sa mère était dentiste et venait d'un "foyer très politique" ; son père était médecin et s'occupait activement des communautés catholiques pauvres et de celles qui avaient fait l'objet de déménagements forcés.
Elle étudie le droit à l'université du Cap de 1975 à 1980,. Elle obtient également une maîtrise de droit à l'université de Sydney en 1981. 
De 1982 à 1985, elle exerce dans le secteur privé en tant qu'avocate à Johannesbourg, dans un cabinet juridique, notamment dans les domaines du droit du travail et du droit foncier dans lesquels elle s’est spécialisée,. Puis elle reprend un doctorat à la London School of Economics and Political Science en 1988.
Après son doctorat, elle travaille comme assistante de recherche en 1988/1989, comme maître de conférences de 1990 à 1992  et comme professeur à la faculté de droit de l'université du Cap de 1992 à 1994. Elle est l'un des membres fondateurs du projet de recherche sur le droit, la race et le genre, ainsi que  de l'Institut de droit du développement dans cette université. 
En 1994, à l'âge de 37 ans, elle est nommée juge à la toute nouvelle Cour constitutionnelle de la République d'Afrique du Sud qui se met en place,,. Elle y est nommée, à 37 ans, par Nelson Mandela, et y elle siège jusqu'en 2009,, soit pour la durée maximale possible de 15 ans. 
En 2008, le secrétaire général des Nations unies l'a nomme présidente d’un Conseil de justice interne des Nations unies, dont le rôle est de  garantir l'indépendance, le professionnalisme et la responsabilité dans l'administration interne au sein des Nations Unies. 
Hifikepunye Pohamba, le président de la Namibie, la nomme également juge à la Cour suprême de ce pays pour la période de 2010 à 2016. 
Elle assure aussi la présidence de la commission d'enquête dite de Khayelitsha sur les allégations d'inefficacité de la police et de rupture de confiance entre la police et la communauté de Khayelitsha de 2012 à 2014,.
Elle est également professeur honoraire à l'université du Cap et professeur invité à l'université d'Oxford,,. Elle devient aussi la première directrice de l'Institut Bonavero des droits de l'homme à l'Université d'Oxford et est élue en 2016 membre honoraire de la British Academy.

## Publications (sélection)
The Three Rs of the Constitution: Responsibility, Respect and Rights. In : Acta iuridica. 2004, ISSN 0065-1346, P. 86-95.
From Form to Substance – the Constitutional Jurisprudence of Laurie Ackermann In : Acta iuridica. 2008, ISSN 0065-1346, P. 1-17. Lourens (dit "Laurie" ) Ackermann est un ancien juge de la Cour constitutionnelle d'Afrique du Sud, où il a siégé de 1994 à 2004